# Nancy Van de Vate
Nancy Van de Vate (* 30. Dezember 1930 in Plainfield, New Jersey, Vereinigte Staaten; † 29. Juli 2023 in Wien, Österreich) war eine US-amerikanische Komponistin.

## Leben
Nancy Van de Vate erhielt eine Ausbildung im Konzertfach Klavier an der Eastman School of Music und machte im Fach Musiktheorie am Wellesley College ihren Bachelor of Arts. Nach dem Magister im Fach Komposition an der Universität von Mississippi wurde sie im selben Fach an der Florida State University promoviert. Danach folgten weitere Studien für Elektronische Musik am Dartmouth College und an der Universität von New Hampshire.
Sie war 1975 Gründerin und bis 1982 Vorsitzende der International League of Women Composers.
De Vate wurde besonders bekannt für ihre Kompositionen für großes Orchester. Sie war Fakultätsmitglied an elf Universitäten und Colleges in den Vereinigten Staaten und auch am Jakarta Konservatorium (Yayasan Pendidikan Musik) in Indonesien. 1985 übersiedelte sie nach Wien und unterrichtete dort Komposition am Institut für Europäische Studien.
Die Premiere ihrer Oper Im Westen nichts Neues (All Quiet on the Western Front) fand 2003 in Osnabrück statt. Das Werk wurde im Mai 2003 von der New York City Opera in ihr Programm aufgenommen. Im Januar 2005 wurde ihre neue Kammeroper Where the Cross Is Made, basierend auf einem Stück von Eugene O’Neill, von der National Opera Association (USA) im Rahmen ihres internationalen, biennalen Wettbewerbs für neue Kammeropern, preisgekrönt. Eine gekürzte Version wurde in New York City vorgestellt. Die gesamte Oper wurde auch im Januar 2006, bei der 51. jährlichen Zusammenkunft der National Opera Association in Ann Arbor (Michigan), aufgeführt.
Tschernobyl ist eins ihrer Orchesterwerke, das in Wien, Hamburg, der tschechischen Republik, Bulgarien, in den USA (Chautauqua Festival) und in Maine (Portland Symphony Orchestra) gespielt wurde. Als Teil eines Sonderkonzerts spielte es das Portland Symphony Orchestra unter der Leitung von Toshiyuki Shimada, am 25. Februar 2006, dem 20. Jahrestag der Katastrophe von Tschernobyl. Seit seiner Veröffentlichung 1987 auf CD wurde ihr Werk Tschernobyl von Radiosendern gespielt.
Van de Vate komponierte Soli und Kammerwerke für unterschiedliche Instrumente und Ensembles, darunter das vom Wiener Mozartjahr 2006 in Auftrag gegebene String Quartet No. 2 und das Brass Quintet No. 2: Variations on the „Streets of Laredo“, ein Auftragswerk der Universität Mississippi für deren Musikfestival 2005.
Als Rednerin nahm sie am World Music Council Treffen in Los Angeles im Oktober 2005 teil. Seit der Verleihung des Kyoto-Preises für Musik war sie auch hier als Nominatorin tätig.
Mit ihrem Ehemann, Clyde Smith, gründete sie 1990 die CD-Firma Vienna Modern Masters, deren Präsidentin und künstlerische Leiterin sie war.

## Opern
Hamlet
Oper in fünf Akten nach William Shakespeare, 2009
erschienen 2012 auf VMM 4008 (3 CDs)
mit Alexander Kaimbacher, Timothy Schmidt, Steven Scheschareg, Konstantinides Klironomos,
Jolene McCleland, Christopher Hollingsworth, Michelle Vought, Robert Wagner, Andrés Alzate Gaviria und die Mährische Philharmonie unter der Leitung von Petr Vronský
Where The Cross Is Made
Oper in einem Akt nach einem Schauspiel von Eugene O’Neill, 2003
Eng. 60', VM, UA 2005, Normal IL, USA, Illinois State University Opera, Ltg. Karyl K. Carlson
erschienen auf VMM 4006
mit Christopher Hollingsworth, Clinton Desmond, Timothy Schmidth, Michelle Vought und dem Illinois State University Chamber Orchestra unter der Leitung von Karyl Carlson
All Quiet On The Western Front
Oper in drei Akten nach Erich Maria Remarque, 1999
Libretto Englisch oder Deutsch 100', VM, UA 2003, New York City Opera, NY, Ltg. George Manahan
erschienen 2002 auf VMM 4004 (2 CDs) mit:
Linda Healy-Steck, Martha Jane Howe, Josef Krenmair, Dominic Natoli, Marek Olbrzymek, Evelyn Petros, Michael Polscer, Steven Scheschareg und der Mährischen Philharmonie unter der Leitung von Toshiyuki Shimada
Nemo: Jenseits von Vulkania
Oper in vier Akten
Libretto Deutsch, Allen Cortes u. Nancy Van de Vate, 1995
120', VM,
erschienen 2001 auf VMM 4002 (2 CDs) mit:
Tomás Badura, Adriana Hlavsová, Jirí Klecker, Zoltán Korda, Andrea Kotulanová, Marek Olbrzymek, Milan Vleck, dem Chorus Ars Brunensis unter der Leitung von Roman Válek und der Mährischen Philharmonie unter der Leitung von Toshiyuki Shimada
Der Herrscher und das Mädchen
Kinderoper in einem Akt, 1995
Libretto: Allen Cortes u. Nancy Van de Vate, D: 30', VM, UA 21. Juni 1995, Theater Künstlerhaus (Kinderklang Festival), Wien,
erschienen 1999 auf VMM 4001 mit:
Charles Moulton, Claudia Franner, Josef Krenmair, Reinwald Kranner, Elke Eckerstorfer, Barbara Schuck, Amy Barber, unter der Leitung von Werner Hackl
In The Shadow Of The Glen
Oper in einem Akt, 1994
Libretto nach J. M. Synges Bühnenstück, D: 44', VM, UA: 12. März 1999, Cambridge, MA, Donna Roll, Ltg.;
erschienen 2001 auf VMM 4003 mit:
Michelle Vought, John Koch, Jack Delmore, Dominic Natoli und dem slowakischen Rundfunkorchester unter der Leitung von Jiri Mikula
The Death Of The Hired Man
eine Folk Oper für junge Darsteller nach einem Gedicht von Robert Frost, 1958, rev.1998,
D:20',VM, UA: 8. Februar 1960, Tupelo, Mississippi;
erschienen 2001 auf VMM 4003 mit:
Michelle Vought, John Koch, Kim Risinger, Greg Hamilton, William Cuthbert and Nancy Van de Vate